# Radley Metzger
Radley Henry Metzger (New York, 21 gennaio 1929 – New York, 31 marzo 2017) è stato un regista statunitense.
Nel corso della sua carriera ha usato diversi pseudonimi, tra cui Jake Barnes, Erich Farina e Henry Paris.

## Biografia
Nato a New York, entrò nel mondo del cinema come operatore di montaggio per la Janus Films, una casa di distribuzione che importava negli USA film europei. Per questa azienda si occupava di montare i teaser trailer e talvolta di curare le edizioni americane dell'opera. Divenne assistente alla regia nel 1953 nel film Guerrilla Girl e nel 1959 fu il montatore della pellicola Gangster Story, unica regia di Walter Matthau.
Debutta a sua volta come regista nel 1961 con il film drammatico Dark Odyssey, per poi specializzarsi negli anni seguenti nel settore dei film per adulti, ed è in questo settore che diventerà in breve uno dei maggiori autori del periodo. Sue sono quattro delle pellicole hard più famose del tempo, come I pomeriggi privati di Pamela Mann (The Private Afternoons of Pamela Mann), A bocca piena (The Opening of Misty Beethoven), Brivido erotico (Maraschino Cherry) e Barbara Broadcast.

## Filmografia

### Regista
- Dark Odyssey (1961)
- La baia del desiderio (La baie du désir) (1964) (solo inserti, non accreditato)
- Dictionary of Sex (1964)
- The Dirty Girls (1965) (accreditato come Radley H. Metzger)
- Gatte in calore (The Alley Cats) (1966) (accreditato come Radley H. Metzger)
- Carmen Baby (Carmen, Baby) (1967)
- Therese and Isabelle (1968)
- Camille 2000 (1969)
- Esotika Erotika Psicotika (The Lickerish Quartet) (1970)
- Little Mother (1973)
- Score (1974)
- I pomeriggi privati di Pamela Mann (The Private Afternoons of Pamela Mann) (1974) (accreditato come Henry Paris)
- La straniera nuda (Naked Came the Stranger) (1975) (accreditato come Henry Paris)
- The Image (1975)
- A bocca piena (The Opening of Misty Beethoven) (1976) (accreditato come Henry Paris)
- Barbara Broadcast (1977) (accreditato come Henry Paris)
- Brivido erotico (Maraschino Cherry) (1978) (accreditato come Henry Paris)
- Il gatto e il canarino (The Cat and the Canary) (1978)
- The Tale of Tiffany Lust (1979) (non accreditato)
- World of Henry Paris (1981) (accreditato come Henry Paris)
- Senza inibizioni (The Princess and the Call Girl) (1986)

### Montatore
- Gangster Story, regia di Walter Matthau (1959)
- Dark Odyssey, regia di William Kyriakis e Radley Metzger (1961)
- The Flesh Eaters, regia di Jack Curtis (1964)
- The Dirty Girls, regia di Radley Metzger (1965)